# Dalton (Massachusetts)
Dalton város az USA Massachusetts államában, Berkshire megyében. Lakosainak száma 6330 fő (2020. április 1.).

## Népesség
A település népességének változása:

| 2010 | 6 756 |
| 2020 | 6 330 |